# Fangoria
Fangoria este o revistă americană de fani de filme de groază, distribuită la nivel internațional, care a fost publicată prima dată în 1979. La apogeul popularității sale din anii 1980 și începutul anilor 1990, ar fi fost cea mai proeminentă publicație de horror din lume.     

## Istorie
Revista a fost lansată într-o epocă în care fandomul de groază era încă considerat o subcultură; la sfârșitul anilor 1970, majoritatea publicațiilor horror erau preocupate de cinematografia clasică, în timp ce cele care se concentrau asupra horror-ului contemporan erau în mare parte fanzine. Fangoria a devenit notabilă realizând interviuri exclusive cu producătorii de filme de groază și cu fotografii și povești din culise, care altfel nu erau disponibile fanilor din epoca anterioară internetului. Revista a devenit în cele din urmă o forță în lumea horror, găzduind propriile sale ceremonii de acordare de premii (Fangoria Chainsaw Award), sponsorizând și găzduind numeroase convenții horror, producând filme (Fangoria Films) și tipărind produse proprii de benzi desenate (Fangoria Comics). 
Fangoria a început să aibă diverse dificultăți în anii 2010, din cauza unor probleme de pe Internet care au afectat și alte publicații, inclusiv dificultăți în a genera suficiente venituri publicitare pentru a acoperi costurile de tipărire.  Publicarea a devenit sporadică începând din toamna anului 2015, iar revista a avut numeroși redactori în 2015-2016, culminând cu anunțul din februarie 2017 al plecării lui Ken Hanley din decembrie 2016, după care revista și-a încetat publicarea. Diverse surse au oferit păreri contradictorii cu privire la viitorul publicației. Revista nu a apărut pe tot parcursul anului 2017, deși site-ul oficial a rămas oarecum activ. 
În februarie 2018, s-a anunțat că Fangoria a fost cumpărată de o companie de divertisment cu sediul în Dallas, Cinestate, care a afirmat că, sub conducerea redactorului-șef, Phil Nobile Jr.,  revista va apărea tipărită odată la trei luni.  În plus, Cinestate a împărțit franciza în filme și cărți, lansând Master Puppet: The Littlest Reich ca primă producție „Fangoria Presents” și Our Lady of the Inferno ca primul roman „Fangoria Presents”, sub o nouă marcă literară. În octombrie 2018, Cinestate a lansat prima nouă revistă Fangoria ca „Volumul 2, Numărul 1.” 

## Fangoria.com
Site-ul online Fangoria prezintă actualizări zilnice despre lumea horror, permițând brandului Fangoria să rămână relevant pentru cei care nu citesc de obicei reviste tipărite. Site-ul oferă, de asemenea, mai multe bloguri horror specializate, inclusiv articole care continuă îndelungata tradiție a revistei Fangoria de a fi în sprijinul persoanelor LGBT care lucrează în industria horror. Fostul redactor Tony Timpone l-a susținut foarte mult pe Clive Barker la mijlocul anilor 1990, iar Fangoria.com a continuat această tradiție timp de câțiva ani cu blogul „Gay of the Dead” al lui Sean Abley, unde a intervievat câteva zeci de membri. a comunității de groază gay, inclusiv Jeffrey Schwarz, JT Seaton, April A Taylor și Jeremy Owen. 
În urma achiziționării Fangoria de către Cinestate, pagina de pornire a fost pentru scurt timp offline, înlocuită de un scurt videoclip care anunța revenirea revistei. După aceea, pagina principală a fost o pagină simplă , oferind abonaților posibilitatea de a contacta noul personal, de a depune întrebări sau de a se abona la noua publicație. 

## Premiile Fangoria Chainsaw
Premiile Fangoria Chainsaw (Drujba) reprezintă o ceremonie de premiere a filmele horror și filmelor thriller. În 1992, premiile au fost extinse și a fost inaugurată o ceremonie anuală pentru a acordarea premiilor. Începând cu 2015, Fangoria oferă și premii pentru seriale de televiziune. 